# Jürgen Colin
Jürgen Colin (Utrecht, 20 de janeiro de 1981) é um futebolista holandês, atualmente joga pelo AFC Ajax.